# محی الدین
نام محی الدین برای برخی از افراد در جوامع مسلمان جایگاه خاصی دارد و هویت دوگانه‌ای را هم به عنوان نام شخصی و هم به عنوان لقب دینی در سنت اسلامی به خود اختصاص داده است. در طول تاریخ، این لقب توسط برخی از شخصیت‌های تاریخی و علماء در جهان اسلام پذیرفته شده است، که شامل عارفان صوفی، فیلسوفان و متفکرانی است که نقش‌های کلیدی در شکل‌دهی به فکر و فرهنگ اسلامی ایفا کرده‌اند. یک نمونه برجسته آن را در دانشمند مسلمان اندلسی قرن دوازدهم میلادی، ابن عربی می‌توان یافت، که به عنوان محی الدین ابن عربی نیز شناخته می‌شود.

## ریشه لغوی
لغت محی الدین  [به زبان انگلیسی:  Mohyeddin]، [به زبان عربی: محیي‌الدین] از دو کلمه عربی گرفته شده ‌است: محى به معنای احیاگر، و دین که اشاره به دین اسلام دارد. از این رو می‌توان این لغت را، احیاگر دین یا احیاگر ایمان، ترجمه کرد.

## به عنوان نام خاص
در فرهنگ اسلامی، انتخاب یک نام اغلب دارای اهمیت فرهنگی و یا خانوادگی است. برخی از والدین نام محی الدین را برای فرزند خود انتخاب می کنند. تصمیمی که بیانگر زیبایی زبانی این نام و مفهوم شایسته آن است.
محی الدین هم به عنوان یک نام برای آقایان و هم به عنوان نام خانوادگی در میان جوامع مسلمان، به ویژه در خاورمیانه، جنوب آسیا و آسیای جنوب شرقی به کار می‌رود. این نام به زبان‌ها و الفاظ مختلفی از جمله عربی، فارسی، اردو و ترکی عثمانی نفوذ پیدا کرده است، که به دلیل تفاوت‌های زبانی، تأثیرات تاریخی، یا آداب نام‌گذاری محلی، املا و تلفظ‌های متفاوتی ممکن است پیدا کرده باشد.

### ترکیب نام محی‌الدین با لقب دینی و یا نام دیگر
نام محی الدین میتواند با یک لقب مذهبی و یا نام دیگر ادغام شود و نام معنی داری را ایجاد کند، که این امر نشان از انعطاف پذیری نام مذکور دارد. بطور مثال در ایران و دیگر مناطق فارسی‌زبان، ترکیب نام محی‌الدین با لقب مذهبی سید، هویت  سید محی الدین را نشان می‌دهد. به همین ترتیب، شخصیت تاریخی مانند ابن عربی، محقق و عارف مسلمان اندلسی قرن دوازدهم میلادی، همچنین با نام محی الدین العربی شناخته می شود. علاوه بر این، چهاردهمین سلطان برونئی، محی الدین ابن عبدالجلیل الاکبر، که به طور معمول به عنوان محی الدین برونئی شناخته می شود، نمونه هایی از استفاده از نام محی الدین در ترکیب با نام های دیگر است.

### محی الدین در حوزه اندیشمندان
نام محی الدین توسط برخی از محققان و نویسندگانی که به بررسی جنبه های مختلف ادبیات، فلسفه و کلام اسلامی پرداخته اند، پذیرفته شده است. در میان این متفکران، محی‌الدین ابوسعید محمد نیشابوری (۴۶۱-۵۳۱ هجری شمسی) به‌عنوان فقیه و نویسنده ایرانی شناخته می‌شود که با آثاری چون الانتصاف فی مسائل الخلاف و المحیط فی شرح الوسیط شهرت دارد. با حرکت در طول تاریخ به محی الدین محمد، که معمولاً به نام اورنگ زیب (۹۹۶ - ۱۰۸۵ هجری شمسی) شناخته می شود، بر میخوریم که به عنوان ششمین امپراتور مغول هند ظاهر شد و نقش مهمی در شکل دادن به تاریخ منطقه ایفا کرد. در گذشته، در دوران طلایی اسلام، محی الدین مغربی (حدود ۵۹۸ - ۶۶۱ هجری شمسی) را داریم که منجم و ریاضیدان عرب اسپانیایی الاصل بود. وی در دوره ایلخانان در رصدخانه مراغه از همکاران خواجه نصیرالدین طوسی بود. آثار مهم او شامل کتاب قضیه منلائوس و رساله محاسبه سینوس ها است. همچنین میتوان از محی الدین لاری (متوفی حدود  ۹۰۴ هجری شمسی) نام برد که نویسنده کتاب معروف فتوح الحرمین و یکی دیگر از شخصیت ها و محققین تاریخی جهان اسلام است.

## به عنوان یک لقب
استفاده از  محی الدین به عنوان یک لقب،  دارای مفاهیم دینی در الهیات اسلامی است که ریشه در مفهوم تجدد (تجدید نظر خواهی) در اسلام دارد. افرادی که این لقب را دارند، به دلیل تلاش هایشان برای جوان‌سازی و احیای جوهر معنوی اسلام شناخته می شوند. این لقب تعهد فرد به بهبود مداوم ایمان و پیگیری فعال در ایجاد زندگی عادلانه را بیان می‌کند.
محی‌الدین به عنوان یک لقب، این ایده را در بر می‌گیرد که جوهر اسلام ثابت نیست، بلکه از طریق فداکاری و تلاش افرادی که برای احیای آموزه‌های آن برای زمانه‌ معاصر تلاش می‌کنند، تکامل می‌یابد. طبیعت دوگانه محی‌الدین هم به‌عنوان نام شخصی و هم به‌عنوان لقب دینی، یکی از زیبایی‌های این نام خاص در جوامع مسلمان است.
در طول تاریخ، افراد برجسته ای با لقب محی الدین کمک های ارزشمندی در زمینه های مختلف داشته اند. در میان آنها، ابوعبدالله محـمـد بن عربي الطائي الحاتمي ملقب به محی الدین ابن عربی (۵۴۳ - ۶۱۸ هجری شمسی) نویسنده، شاعر و صوفی اندلسی خودنمایی می کند. او سفرهای زیادی به کشورهای اسلامی کرد و آثار ارزشمندی مانند فتوحات مکیه و فصوص‌الحکم را از خود به جای گذاشته است.

## افراد شناخته شده با نام محی‌الدین

### بعنوان نام کوچک برای آقایان
- محی‌الدین حائری شیرازی (۱۳۱۵-۱۳۹۶ هجری شمسی)، روحانی شیعه و امام جمعه سابق شیراز
- محی‌الدین یاسین (متولد ۱۳۲۶ هجری شمسی)، هشتمین نخست وزیر مالزی
- محی‌الدین عبد الرحمن الزین (۱۳۲۲-۱۳۸۶ هجری شمسی)، پزشک سودانی
- محی‌الدین عزت قندور (۱۳۱۷-۱۴۰۲ هجری شمسی)، نویسنده اردنی وبرنامه ساز تلویزیونی
- محی‌الدین مهدی (متولد ۱۳۳۴ هجری شمسی)، نویسنده و سیاستمدار افغانستانی
- محی‌الدین فکینی (۱۳۰۴-۱۳۷۳ هجری شمسی)، سیاستمدار و نخست وزیر لیبی

### بعنوان نام میانی
- حسین محی‌الدین الهی قمشه‌ای (متولد ۱۳۱۸ هجری شمسی)، نویسنده، مترجم و سخنران ایرانی
- سید محی الدین ثقت الاسلام (متولد ۱۳۳۹ هجری شمسی)، معمار و شهرساز
- طه محی‌الدین معروف (۱۳۰۳-۱۳۸۸ هجری شمسی)، سیاستمدار کرد عراقی
- ضیاء محی‌الدین داگر (۱۳۰۸-۱۳۶۹ هجری شمسی)، موسیقیدان هندی

### بعنوان نام خانوادگی
- ايمن محی‌الدین (متولد ۱۳۵۸ هجری شمسی)، ژورنالیست مصری
- اختر محی‌الدین (متولد ۱۳۳۵ هجری شمسی)، مربی فوتبال پاکستانی
- محمد رحیم بابا محی‌الدین (۱۲۷۹-۱۳۶۵ هجری شمسی)، عارف و صوفی سریلانکائی
- احمد فؤاد محی‌الدین (۱۳۰۵-۱۳۶۳ هجری شمسی)، سیاستمدار مصری
- ضیاء محی‌الدین (۱۳۱۰-۱۴۰۲ هجری شمسی)، هنرپیشه و کارگردان پاکستانی
- زكريا محی‌الدین (۱۲۹۲-۱۳۹۱ هجری شمسی)، سیاستمدار مصری